# 2014 HQ124
2014 HQ124被歸類為具有潛在威脅的阿登型近地天體，直徑大約400（1,300英尺），是一顆次公里級小行星。它於2014年6月8日以3.25月球距離（LD）掠過地球。它是由NEOWISE於2014年4月23日發現的。依據估計，撞擊事件的能量相當於2,000百萬噸的TNT，並會創建一個5 km（3 mi）的撞擊坑。新聞媒體誤導性地將其昵稱為“野獸” 。 2014 HQ124以前在1952年曾經以近似的距離掠過地球，並且至少在2307年之前不會再次如此接近地球。 雷達影像表明它可能是接觸聯星。

## 軌道
2014 HQ124繞太陽公轉的週期為9個月，距離為0.6-1.1AU（287天，半長軸為0.85AU）。它的軌道相對於黃道的離心率為0.26，傾斜度為26°。

### 2014年的接近

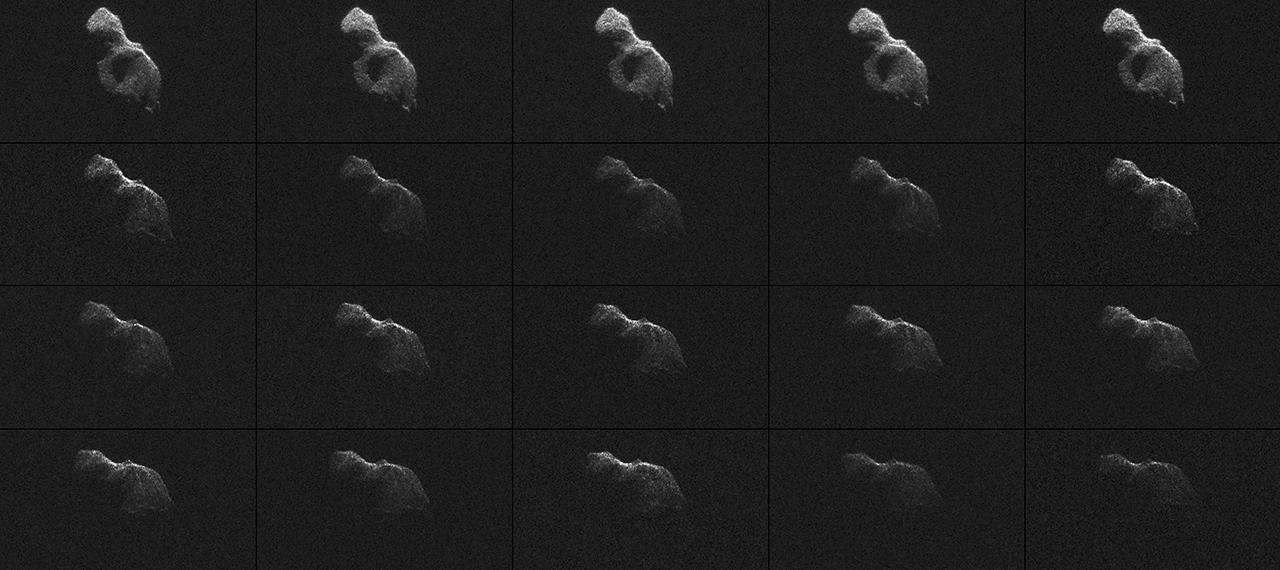
在2014年6月的雷達影像。

2014年6月6日，當這顆小行星在時鐘座的南部時，亮度變到大約視星等13.7，2014年6月8日，這顆小行星最接近地球的距離為3.25月球距離時，穿過天球赤道，使其成為北半球的天體。然而，它與太陽的距離，也就是離日度大約是20°，因而在最接近地球的途中迷失在暮光中。金石深太空網路於2014年6月8日稍晚的時刻觀測了這顆小行星，當時小行星的距離在3.6到3.8月球距離之間。

## 物理特性
根據美國國家航空暨太空總署廣域紅外線巡天探測衛星的NEOWISE任務進行的調查，測量出 2014 HQ124的直徑介於0.409±0.168公里，和基於18.9的絕對星等，其表面的反照率為0.291±0.216。
金石的雷達觀測表明，該物體是細長的，形狀不規則，測量其長軸至少是370（1,200英尺）。蘭斯·本納懷疑它是一個接觸聯星，是由兩個物體合併組成的，形成一個具有瓣狀的小行星。
天文學家通過光度的觀測以及隨後由{{|布萊恩·華納|Brian D. Warner}}的"可接近近地天體調查任務"（MANOS ，Mission Accessible Near-Earth Objects Survey）的"協作小行星光曲線連結"，確定2014 HQ124的自轉週期至少為16小時。雖然該物體的光譜類型是未知的，但華納根據其高反照率假設它是S-型小行星，這是石質小行星的典型特徵。

## 相關事件
一般而言，每隔幾年就會有一個大小與2014 HQ124相當的物體掠過地球附近一次。類似的事件，其它直徑超過100米的小行星已經或很快即將以小於4LD（地月距離）的距離掠過地球，包括：
- 4179 圖塔蒂斯（直徑〜3,000米）在2004年9月29日以4.0LD通過。
- 2004 XP14（直徑〜500米）在2006年7月3日以1.1LD距離通過。
- (308635) 2005 YU55（直徑〜360米）在2011年11月8日以0.8LD距離通過。
- 2014 EG45（直徑〜140米）在2014年3月4日以3.2LD距離通過 [16]。
- (357439) 2004 BL86 （直徑〜600米）在2015年以3.1LD距離通過[17]。

## 外部連結
- Near-Earth Asteroid 2014 HQ124 （页面存档备份，存于） (Slooh broadcast 5 June 2014)
- High Resolution Radar at Arecibo Observatory Reveals Asteroid As a Beauty, Not a Beast (USRA June 12, 2014)
- 2014 HQ124 at NeoDyS-2, Near Earth Objects—Dynamic Site
  - Ephemeris · Obs prediction · Orbital info · MOID · Proper elements · Obs info · Physical info · NEOCC
- 2014 HQ124 at ESA–空間情景意識方案
  - Ephemerides · Observations · Orbit · Physical Properties · Summary
- NASA JPL小天體瀏覽器上的2014 HQ124